# Обыкновенный тенрек
Обыкнове́нный тенре́к (лат. Tenrec ecaudatus) — вид тенрековых, единственный в роде Tenrec. Обитают на Мадагаскаре, были завезены людьми на близлежащие острова. Приносят максимальное для высших зверей число детёнышей в одном помёте — до 32 особей.

## Внешний вид и строение
Это крупнейшие представители тенрековых на Мадагаскаре — масса обыкновенного тенрека может достигать 1 кг. Хвостов у них нет. Существует две разновидности обыкновенного тенрека, различающихся степенью развития игл у взрослых зверей; именно, на востоке острова во влажных тропических лесах неподалёку от Антананариву и близ Диего-Суареса эти животные покрыты шерстью и имеют на затылке небольшой пучок игл; к югу от Мураманги и в районе Мурундава встречаются экземпляры, частично или полностью покрытые иглами.

## Распространение и места обитания
Эндемик Мадагаскара. Распространён по всему острову. Был завезён людьми на ряд островов Индийского океана: Коморские, Сейшельские, Реюньон, Маврикий и так далее.
Обитают как в засушливых, так и в умеренно влажных биотопах. В сухой сезон могут впадать в спячку.

## Питание
Хищники. Кормятся различными беспозвоночными и мелкими позвоночными.

## Размножение и развитие
Обыкновенные тенреки могут приносить в одном помёте максимальное для плацентарных число детёнышей. Так, у одной самки обнаружили 32 эмбриона, а другая в неволе родила и вскормила 31 детёныша; при этом число сосков у самки тенрека может доходить до 29 — больше, чем у любого другого млекопитающего. В природе много новорождённых тенреков гибнет; поэтому к тому времени, когда самка начинает водить своё потомство на ночные поиски пищи, их остаётся уже не больше 15 (при этом детёныши идут за матерью в 4—5 колонн).
Вскоре после рождения у обыкновенного тенрека на голове и спине вырастают продольные ряды игл. При испуге иглы на середине спины способны вибрировать, посылая короткие серии импульсов частотой 2—20 кГц. Начиная с месячного возраста число игл может уменьшаться, пока не останется только пучок на затылке, но у некоторых особей этого не происходит.

## Обыкновенный тенрек и человек
Эти звери многочисленны в сельских районах Мадагаскара и часто употребляются в пищу местным населением. Владельцы некоторых ресторанов в сухой сезон держат находящихся в спячке животных в ящиках, чтобы по мере надобности готовить из них еду. Блюдо из жевательных мускулов обыкновенного тенрека считается на острове деликатесом.